# Стелла Кюблер
Стелла Інгрід Кюблер-Ісааксон, уроджена Гольдшлаг (нім. Stella Ingrid Kübler-Isaaksohn (Goldschlag); 10 липня 1922, Берлін — 1994) — колабораціоністка єврейського походження, співпрацювала з гестапо, допомагаючи виявляти євреїв, які переховувались (спочатку робила це, щоб врятувати своїх родичів від Аушвіцу, проте продовжила співпрацю і після їх знищення). Доведено її вину в загибелі щонайменше 600 євреїв.

## Біографія
Жила в Берліні. Після закінчення школи (вже після приходу до влади нацистів) здобула освіту дизайнера одягу. Незадовго до початку війни вийшла заміж за музиканта єврейського походження Манфреда Кюблера. Працювала разом з ним на примусових роботах на фабриці в Берліні. Приблизно в 1942 році, коли почалися великі депортації євреїв до таборів смерті, їй вдалося зачаїтися завдяки «арійській» зовнішності (вона була блондинкою з блакитними очима).
Попри це, вона була заарештована на початку 1943 року. Щоб врятувати своїх батьків від депортації, вона погодилася співпрацювати з нацистами. За дорученням гестапо вона, видаючи себе за нелегала, прочісувала Берлін в пошуках зниклих євреїв; виявивши їх, вона пропонувала їм «допомогу», після чого повідомляла про це в гестапо. Дані про кількість її жертв коливаються між 600 і 3000. (Все це на тлі всього декількох колишніх знайомих, яких вона зуміла врятувати: так, вона попередила про облаву свого колишнього педіатра Фріца Готтшалька і його дружину, а також нелегала Роберта Цайлера).
Попри її співпрацю, і її батьки, і чоловіка з сім'єю відправили в концтабори. Проте, навіть після цього вона не припиняла співпрацю аж до березня 1945 року, коли з Берліна в гетто Терезін (Терезієнштадт) вирушив останній поїзд з депортованими євреями.
Тоді ж в березні 1945 року вагітна Стелла покинула Берлін. Після закінчення війни спробувала сховатися. У грудні 1945 року Стелла Кюблер подала заяву на визнання її жертвою переслідувань націонал-соціалістичного режиму, але була визначена як пособниця нацистів і арештована радянськими спецслужбами. Ще раніше вона позбулася своєї гордості — гриви білявого волосся. Як це сталося, точно не відомо: або хтось із її вцілілих жертв впізнав її та в буквальному сенсі видер у неї волосся, або її поголили наголо десь в Нідерландах або Франції, як і інших підсобниць нацистів. У червні 1946 року радянський військовий трибунал засудив Стеллу за пособництво гестапо до 10 років трудових таборів. Вона відбувала покарання в колишньому концентраційному, а в той момент «спеціальному» таборі Заксенгаузен.
Після звільнення повернулася до Західного Берліна, де також була засуджена до 10-річного терміну, проте не відбувала його з огляду на раніше відбуте покарання. Вийшла заміж за Рольфа Ісааксона, також колишнього єврея-колабораціоніста. Після війни розлучалася і знову виходила заміж кілька разів, в тому числі за колишнього нациста. Народила доньку, яка жива до теперішнього часу, називається Івонна Майсль і вкрай негативно ставиться до своєї матері. Звернулася в християнство і стала відкритою антисеміткою. Після смерті її останнього чоловіка на початку 1980-х років переїхала з Західного Берліна в тихий Фрайбург, де її знайшов колишній однокласник Петер Вайденрайх, що став відомим американським журналістом під ім'ям Пітер Вайден. Він взяв у неї 3 інтерв'ю і опублікував в 1992 році книгу про її життя. Німецькою мовою інтерв'ю і книга вийшли в 1993 році. Ще через рік Стелла наклала на себе руки, викинувшись з вікна своєї квартири.